# Извор (Мъгленско)
Вижте пояснителната страница за други значения на Извор.
Извор (на гръцки: Ανάβρα, до 1926 година Ίσβορο, Исворо) е бивше село в Егейска Македония, на територията на дем Мъглен (Алмопия), Гърция.

## География
Селото е било разположено на 180 m надморска височина в северната част на котловината Мъглен в южното подножие на планината Пиново между селата Тръстеник и Невор.

## История

### В Османската империя
В края на XIX век Извор е село във Воденска каза на Османската империя. В „Етнография на вилаетите Адрианопол, Монастир и Салоника“, издадена в Константинопол в 1878 година и отразяваща статистиката на населението от 1873 година, Извор (Izvor) е посочено като село във Воденска каза със 70 къщи и 270 жители помаци. Според статистиката на Васил Кънчов („Македония. Етнография и статистика“) в 1900 година в Извор живеят 70 българи християни.
Цялото християнско население на селото е под върховенството на Българската екзархия. По данни на секретаря на Екзархията Димитър Мишев („La Macédoine et sa Population Chrétienne“) в 1905 година в Извор (Izvor) има 88 българи екзархисти.
Екзархийската статистика за Воденската каза от 1912 година води селото с 30 жители.

### В Гърция
През Балканската война в 1912 година селото е окупирано от гръцки части и остава в Гърция след Междусъюзническата война. Българското му население се изселва в България. В преброяването от 1913 година селото е регистрирано като напуснато. В 1926 година селото е преименувано на Анавра. В 1928 година селото е заличено и присъединено към съседното Фущани.
| Година    | 1913 | 1920 | 1928 | 1940 | 1951 | 1961 | 1971 | 1981 | 1991 | 2001 | 2011 | 2021 |
| --------- | ---- | ---- | ---- | ---- | ---- | ---- | ---- | ---- | ---- | ---- | ---- | ---- |
| Население | 0    |      |      |      |      |      |      |      |      |      |      |      |